# Helge Törn
Helge Aatos Törn (* 15. Dezember 1928 in Helsinki; † 3. Oktober 2022) war ein finnischer Radrennfahrer.

## Sportliche Laufbahn
Törn war im Bahnradsport aktiv. Er war Teilnehmer der Olympischen Sommerspiele 1952 in Helsinki. Im Sprint schied er im Hoffnungslauf gegen Werner Potzernheim aus.
1949 wurde er Zweiter der nationalen Meisterschaft im Sprint hinter Onni Kasslin. 1951 und 1952 wurde er erneut Vizemeister.